# Atlantische Hurrikansaison 2005
Die atlantische Hurrikansaison 2005 begann, wie jedes Jahr, offiziell am 1. Juni und endete am 30. November. Innerhalb dieser Periode bilden sich fast alle tropischen Wirbelstürme, da nur zu dieser Zeit der Ozean warm genug ist, um günstige Bedingungen für Hurrikanbildung zu schaffen. Schon frühe Anzeichen, wie etwa die hohe Wassertemperatur, deuteten auf eine äußerst aktive Saison hin. So bildeten sich insgesamt 28 tropische Stürme. Dies stellte die seinerzeit aktivste Saison seit Beginn regelmäßiger Aufzeichnungen im Atlantikbecken dar. Dieser Rekord wurde in der Saison 2020 übertroffen. Zudem bildeten sich 15 Hurrikane in nur dieser einen Sturmsaison. Von diesen 15 entwickelten sich sieben zu starken Hurrikanen, einer übertraf sogar den Rekord für den niedrigsten Zentraldruck seit Beginn der Aufzeichnungen 1950. Außerdem war 2005 die erste Hurrikansaison, in der der Vorrat an Hurrikannamen erschöpft wurde und zusätzlich griechische Buchstaben eingesetzt werden mussten. Schließlich war die Saison die dritte von bisher sechs Hurrikansaisons, in denen sich zwei oder mehr Hurrikans der Kategorie 5 bildeten (die anderen waren die Saisons 1960, 1961, 2007, 2017 und 2019).
Diese Hurrikansaison brachte viel Beschädigung, Tod und Zerstörung mit sich. Zusammengerechnet entstand ein Sachschaden von über 100 Milliarden US-Dollar (der meiste verursacht vom Hurrikan Katrina), mindestens 3937 Menschen kamen dabei zu Tode (davon allein 1833 durch Katrina).

## Zusammenfassung der Sturmsaison
| Sturm          | Tote |
| -------------- | ---- |
| Arlene         | 1    |
| Bret           | 1    |
| Cindy          | 5    |
| Dennis         | 88   |
| Emily          | 17   |
| Gert           | 1    |
| Irene          | 1    |
| Jose           | 8    |
| Katrina        | 1836 |
| Maria          | 4    |
| Nate           | 2    |
| Ophelia        | 3    |
| Rita           | 125  |
| Stan           | 1668 |
| Tammy          | 10   |
| Zweiundzwanzig | 10   |
| Wilma          | 87   |
| Alpha          | 26   |
| Beta           | 9    |
| Gamma          | 39   |
| Delta          | 19   |
| Summe          | 3960 |

Die Saison begann sehr turbulent mit sieben tropischen Stürmen und zwei starken Hurrikanen, welche sich noch vor Ende des Monats August gebildet hatten. Diese frühe Aktivität, manifestiert in der Anzahl und Intensität der Stürme, deutete auf eine Rekordsaison hin. Der Trend bewahrheitete sich schnell. So bildeten sich sehr viele Stürme im Oktober; mehr, als in jedem anderen Monat. Normalerweise erreicht die Hurrikansaison ihren Höhepunkt schon im September. Insgesamt gab es 27 benannte Stürme, was einen neuen Rekord für das atlantische Basin darstellt. Überdies gab es zwei tropische Tiefdrucksysteme und ein subtropisches Tiefdrucksystem. Insgesamt wurden in der Saison 2005 16 Rekorde gebrochen.
Es gab mehrere starke Stürme während der Saison. Doch Hurrikan Wilma, mit einem minimalen Luftdruck von 882 hPa, stellte alle in den Schatten. Damit wurde auch der 17 Jahre alte Rekord von Hurrikan Gilbert (888 hPa) unterboten. Außerdem war es die einzige Saison in der sich vier Kategorie-5-Hurrikane auf der Saffir-Simpson-Hurrikan-Windskala bildeten.
Die Stürme dieser Saison waren außergewöhnlich verheerend und brachten viel Zerstörung mit sich. Bereits am Anfang der Saison verursachten die Hurrikane Dennis und Emily Schäden in Milliardenhöhe. Ende August verursachte Hurrikan Katrina leichte Schäden in Süd-Florida, bevor er in den Golf von Mexiko zog, wo er katastrophalen Schaden in Alabama, Mississippi und Louisiana, besonders aber in der Stadt New Orleans anrichtete. Es war der kostspieligste Hurrikan in der Geschichte der USA, noch teurer als Hurrikan Andrew im Jahr 1992. Auf Katrina folgte Rita, welche wiederum in der Nähe des Landungsgebietes Katrinas auf Land traf und die Stadt New Orleans erneut überflutete sowie weiteren Schaden in Louisiana und Texas anrichtete. Später zogen die Reste vom Tropensturm Tammy und der subtropischen Depression Zweiundzwanzig über den Nordosten der Vereinigten Staaten und verursachten dort schwere Überflutungen.
Ein besonders seltener Sturm war Hurrikan Vince, welcher sich, von allen bisher beobachteten Stürmen, am weitesten nordöstlich über dem Atlantik gebildet hatte, die Stärke eines Hurrikans erlangte und zudem noch im Süden der iberischen Halbinsel auf Europa Festland erreicht hat. In weiterer Folge wurden vom Tropensturm Delta auf den kanarischen Inseln schwere Schäden verursacht und sieben Menschen getötet.
Ein weiteres Obskurium der Saison 2005 war, dass die Anfangsbuchstaben, verwendet für die Namen der Stürme, bald aufgebraucht waren. So musste letztendlich auch das griechische Alphabet für die Namen herhalten. Dies geschah im Jahr 2005 das erste Mal seit 1970. Doch damals gab man nur subtropischen und tropischen Tiefdruckgebieten Namen mit griechischen Lettern.
Die intensive Aktivität dieser Saison hatte erhebliche ökonomische Konsequenzen. Wegen des Mehraufwandes bei der Produktion von Kraftstoffen und dem Problem der begrenzten Kapazität der Ölfördermenge und Raffinierung im Golf von Mexiko, trieben die Stürme den Preis für Rohöl in die Höhe. Die Behinderung der Raffineriekapazität in den Vereinigten Staaten veranlasste die Raffineriebetriebe den Spritpreis auf ein Rekordniveau anheben zu lassen. Diese Verteuerung des Spritpreises wurde in den USA nur durch die inflationären Höhepunkte in den Jahren 1918–1920 und 1979–1982 erreicht. Die Regierungen in Europa und der USA mussten daher die strategischen Ölreserven anzapfen. Zudem entstanden in den Tagen nach Katrina weitere Engpässe in der Öllieferung. Auch Wochen nach diesem Hurrikanereignis blieben die Preise auf einem Rekordhoch, obwohl die Gesamtfördermenge auf über eine Million Barrels pro Tag angehoben wurde. Rita beschädigte weitere Förderanlagen im westlichen Golf von Mexiko, welche jedoch in erster Linie zur Forschung dienten, was aber dazu führte, dass die Ölproduktion für einige Zeit gehemmt wurde.

## Stürme

### Tropischer Sturm Arlene
Schon zu Anfang der Hurrikansaison bildete sich ein Tiefdruckgebiet und etablierte sich nördlich von Honduras. Trotz der starken Windscherung hatte sich das Tief organisieren können und wurde schließlich am 8. Juni 2005 als tropisches Tiefdrucksystem anerkannt. Am nächsten Tag entwickelte es sich zu einem tropischen Sturm.
Arlene brachte den Kaimaninseln und Kuba Winde in Sturmstärke und ergiebigen Niederschlag ein. Als Arlene am 10. Juni gegen Morgen Kuba überquerte und in den Golf von Mexiko zog, schwächte sich der Sturm weiter ab.
Arlene erreichte am 11. Juni westlich von Pensacola Land. Arlene war, seit Hurrikan Allison das östliche Florida im Jahr 1995 überquerte, der stärkste Juni-Sturm, der auf das Festland traf. Nachdem der Sturm in das Inland Richtung Indiana und Michigan gezogen war, existierte er noch für zwei Tage als Tiefdruckgebiet, und zog danach als extratropisches Tiefdruckgebiet Richtung Europa.
Das einzige Todesopfer war eine Frau, welche sich zu der Zeit der Passage des Sturmes am Strand von Miami Beach aufgehalten hatte.

### Tropischer Sturm Bret
Ende Juni bildete sich eine Störung in der Bucht von Campeche. Das System organisierte sich schnell und wurde schließlich am 28. Juni gegen Abend als Tropisches Tiefdruckgebiet Zwei Zwei bezeichnet. Zwei Stunden später ergaben die Messungen eines Wetterflugzeuges, dass sich das System zu einem tropischen Sturm verstärkt hatte, welches von dem Zeitpunkt an den Namen Bret erhielt. Seit der Saison von 1986 war es das erste Mal, dass sich zwei tropische Stürme im Juni formten – das fünfzehnte Mal seit 1851.
Der Sturm bewegte sich in Richtung West-Nordwest, wo er am 29. Juni bei Tuxpan, Mexiko gegen sieben Uhr morgens als schwacher tropischer Sturm auf Land traf. Er bewegte sich landeinwärts, mit ergiebigen Niederschlägen über dem Bundesstaat Veracruz, bis sich der Sturm über den Bergen von San Luis Potosí, am späten Abend des 29. Juni, stark abschwächte.
Hunderte von Häusern und Wohnungen wurden beschädigt und einige Städte, insbesondere Naranjos und Chinampa (über 95 km südlich von Tampico), waren größtenteils überflutet. Die wohl einzige Tote war eine Insasse eines Autos, welches in Naranjos von Flutmassen davongeschwemmt wurde.

### Hurrikan Cindy
Am 3. Juli verstärkte sich eine Tropische Welle zum tropischen Tiefdruckgebiet Drei im Nordwesten der karibischen See. Sie traf am 4. Juli auf die Halbinsel von Yucatán und zog weiter in den Golf von Mexiko. Spät abends hatte sich dann weiter nördlich vom einstigen Zentrum eine neue Zirkulation gebildet. Am Morgen des nächsten Tages verstärkte sich das System weiter zu einem Tropensturm. Der Sturm steuerte nordwärts weiter über den Golf von Mexiko und traf in der Nähe von Grand Isle, Louisiana, am 5. Juli auf Land. Als er in das Inland zog, schwächte er sich weiter ab und wurde am 7. Juli zu einem extratropischen Sturm.
Als Cindy weiter landeinwärts wanderte, entstand dabei ein F2-Tornado, welcher den Atlanta Motor Speedway und den Tara Field Flughafen in Hampton, Georgia beschädigte. Große, zum Teil rekordverdächtige Mengen an Niederschlag fielen über Teile von Louisiana, Mississippi, Alabama und Maryland. An zahlreichen Stellen fiel über 127 mm Regen.
Insgesamt gab es durch Cindy 5 Tote.
Cindy wurde nachträglich zum Hurrikan hochgestuft. Eine genau Datenauswertung bestätigte damit eine Vermutung die bereits vorher bestanden hatte. Cindy hatte kurz vor ihrem Landgang Hurrikanstärke erreicht. Dies wird durch das National Hurricane Center (NHC) im aktualisierten Tropischen-Sturm-Report für Cindy vom 26. Januar 2006 gemeldet.

### Hurrikan Dennis
Das tropische Tiefdruckgebiet Vier formierte sich am Abend des 4. Julis in der südöstlichen karibischen See. Am nächsten Tag verstärkte sich das System zum tropischen Sturm Dennis. Der Sturm begann sich schnell in Richtung West-Nordwest zu bewegen und erreichte schließlich am Nachmittag des 6. Juli Hurrikanstärke, während er die südliche Küste von Hispaniola erreichte. Am nächsten Tag verstärkte er sich sehr schnell zu einem Hurrikan der Kategorie 4. Dennis war zum Zeitpunkt seiner Gipfelaktivität der stärkste beobachtete atlantische Sturm vor dem Monat August, wurde aber nur wenige Tage später von Emily übertroffen. Am 8. Juli überquerte Dennis die Insel Kuba mit Kurs auf die Hauptstadt Havanna. Eine zweite Episode von starker Intensivierung trat am 9. Juli auf, wo er nordwärts Richtung Golfküste der Vereinigten Staaten wanderte und erneut in Kategorie 4 eingestuft wurde. Dennis erreichte Land als Kategorie-3-Sturm südöstlich von Pensacola, Florida.
Dennis tötete 89 Menschen. Zudem wurden in Haiti mehr als 100 Leute als vermisst gemeldet. Er war eventuell der schlimmste Hurrikan für Kuba seit Hurrikan Flora im Jahr 1963. Die Summe der Schäden beläuft sich auf 4 Milliarden US-Dollar, der meiste davon in der Karibik.

### Hurrikan Emily
Emily formte sich am 11. Juli als tropisches Tiefdruckgebiet Fünf östlich der Kleinen Antillen. Sie bewegte sich westwärts und erreichte Grenada am 14. Juli als ein Kategorie-1-Hurrikan. Schließlich erreichte sie die Karibische See und begann sich schnell zu intensivieren. Am 15. Juli wurde sie zu einem Hurrikan der Kategorie 5, auf der Saffir-Simpson-Hurrikan-Windskala, aufgewertet. Emily brach den acht Tage alten Rekord von Hurrikan Dennis als den intensivsten Sturm vor dem Monat August. Der Sturm erreichte einen minimalen Luftdruck von 929 hPa mit Windspitzen von über 260 km/h am 16. Juli. Nachdem sie den Süden von Jamaika und die Kaimaninseln passiert hatte, traf Emily bei der Halbinsel Yucatán am Morgen des 17. Juli auf Land. Emily tauchte auch über der Küste von Campeche auf und erreichte zum zweiten Mal das Land nahe einer ländlichen Region nordöstlich von Mexiko bei Boca Madre, Tamaulipas, als ein Kategorie-3-Sturm.
Emily ist wahrscheinlich verantwortlich für 17 Tote.

### Tropischer Sturm Franklin
Das tropische Tiefdruckgebiet Sechs formte sich am Abend des 21. Julis nahe den Bahamas. Nur 2 Stunden später wurde es zum sechstbenannten Sturm dieser Saison aufgestuft. Zuvor hatte es noch nie so früh in einer Saison einen Sturm mit dem Buchstaben F gegeben. Anfangs bewegte sich der tropische Sturm Franklin in nördliche Richtung, weg von den Bahamas, danach zog er in nordöstlicher Richtung auf den offenen Atlantik hinaus, wo er schließlich am 24. Juli unter Einwirkung von Windscherung und trockener Luft seine Organisation verlor.

### Tropischer Sturm Gert
Das tropische Tiefdruckgebiet Sieben entstand am Abend des 23. Julis in der Bahía de Campeche. Am frühen Morgen des nächsten Tag wurde es zum tropischen Sturm Gert hochgestuft – die rascheste Entwicklung eines siebenten benannten Sturmes bis dato. Gert wurde ein bisschen stärker, bevor er spät am 24. Juli südlich von Tampico entlang der Küste Mexikos an Land ging. Der minimale Kerndruck betrug zu diesem Zeitpunkt 1005 hPa und die Windgeschwindigkeit lag bei etwa 75 km/h. Er bewegte sich über Zentralmexiko ins Inland und verschwand am 25. Juli.
Da Gert das gleiche Gebiet wie Hurrikan Emily, die nur vier Tage früher wütete, betraf, wurden als Vorsichtsmaßnahmen etwa 1000 Personen in Sicherheit gebracht, da man Überschwemmungen befürchtete.

### Tropischer Sturm Harvey
Das Tiefdruckgebiet Acht bildete sich am 2. August südwestlich von den Bermudas. Am nächsten Tag wurde es zum tropischen Sturm hochgestuft. Harvey war am Anfang kein wirklich gut organisierter Sturm. Er hatte ein paar subtropische Eigenschaften, doch mit der Zeit wurde er tropischer in seiner Natur. Harvey zog am 4. August knapp südlich der Bermudas vorbei, gerade als er am Gipfel seiner Aktivität war. Zu diesem Zeitpunkt hatte er Windgeschwindigkeiten von 105 km/h und einen minimalen Zentraldruck von 994 hPa. Da die Bermudas von Harvey nur gestreift wurden, wurden keine Schäden gemeldet. Danach bewegte sich Harvey in Richtung Osten und schließlich driftete er nach Nordosten, wo er dann am 8. August über dem offenen Atlantik extratropisch wurde.

### Hurrikan Irene
Das tropische Tiefdruckgebiet Neun formte sich westlich von Kap Verde am Abend des 4. August. Es war der zweite Kap Verde Typ Sturm der Saison. Als das System sich in Richtung Nordwesten drehte traf es auf trockene Luft sowie Windscherung und zerbrach unter dessen Auswirkungen. Trotz schlechter Organisation und scherenden Winden wurde es am 7. August zum tropischen Sturm Irene aufgestuft. Weitere Scherung und trockene Luft zerstörten die Struktur des Zyklons und Irene wurde am 8. August wieder zu einem tropischen Tiefdruckgebiet abgestuft.
Irene wechselte zwischen offensichtlicher Wiedererstarkung und beachtlicher Abschwächung und wurde schließlich so desorganisiert, dass von den Prognostikern des NHC am 10. August sogar erwogen wurde, den Sturm für aufgelöst zu erklären. Aber das Tief bewegte sich weiter in Richtung Westen und fand dort bessere Bedingungen vor. Irene erlangte schließlich wieder den Status eines tropischen Sturmes und verstärkte sich am 14. August schnell zu einem Hurrikan der Kategorie 1. Später verstärkte es sich sogar noch mehr – in niedrigen Scherungsverhältnissen unter einem höher gelegenen Hochdruckgebiet. Am 16. August wurde Irene schließlich ein Hurrikan der Kategorie 2, aber schwächte sich kurz darauf über kühleren Gewässern ab. Am 18. August wurde Irene vor Neufundland außertropisch. Sie stellte niemals eine Gefahr für das Festland dar.

### Tropisches Tiefdruckgebiet Zehn
Das tropische Tiefdruckgebiet Zehn entwickelte sich am 13. August 1770 km östlich von den Niederen Antillen. Durch ungünstige Bedingungen, wie vertikale Scherung, wurde jedoch eine Entwicklung des Systems verhindert. Überreste des Tiefes bewegten sich in Richtung Nordwesten und kollidierten nördlich der Leewardinseln mit einem anderen System. Die dabei entstandene tropische Welle wurde später das Tropische Tiefdruckgebiet Zwölf, Hurrikan Katrina.

### Tropischer Sturm Jose
Das tropische Tiefdruckgebiet Elf formierte sich am 22. August in der Bucht von Campeche. Später verstärkte es sich über den warmen Gewässern des Golfes von Mexiko zum Tropischen Sturm Jose, wo er mit einer maximalen Windgeschwindigkeit von 80 km/h wehte. Am 23. August ging er in der Nähe von Veracruz in Mexiko an Land, wo er schnell schwächer wurde und sich bald im Inland auflöste. Während er aber die Golfküste Mexikos heimsuchte, machte er 25.000 Menschen obdachlos. Acht Menschen starben im Bundesstaat Oaxaca auf Grund des heftigen Regens, zwei weitere sind noch immer vermisst. Später stellte sich heraus, dass sich Jose, zwei Stunden vor dem Aufprall an die Küste Mexikos, besser organisierte und gerade dabei war ein Auge auszubilden. Trotzdem blieb seine Windgeschwindigkeit deutlich unter Hurrikanstärke.

### Hurrikan Katrina
Das tropische Tiefdruckgebiet Zwölf formierte sich am 23. August nahe den Bahamas, wurde am nächsten Tag ein tropischer Sturm und am 25. August ein Hurrikan der Kategorie 1. Am selben Tag ging es im südlichen Florida an Land und erreichte danach den Golf von Mexiko. Durch die idealen Bedingungen, die dort herrschten, verstärkte sich Katrina am 28. August rasch zum Hurrikan der Kategorie 5, dem viertstärksten im Atlantik bisher. Katrina schwächte sich leicht auf die Kategorie 4 ab, als sie sich in Richtung Louisiana drehte. Stunden später kreuzte sie Breton Sound, in der Nähe von New Orleans, um schließlich als Kategorie-3-Hurrikan das letzte Mal in der Nähe von Pearlington, Mississippi an Land zu gehen.
Die Küsten von Mississippi und Alabama erlitten, auf Grund von 9 Meter hohen Sturmfluten, katastrophalen Schaden. New Orleans entkam den schlimmsten Schäden durch den Sturm, doch mehrere Dämme wurden von den Wellen beschädigt. Durch das eindringende Wasser wurde 80 % der Stadt überflutet. 1836 Personen in fünf Bundesstaaten der Vereinigten Staaten wurden getötet. Katrina ist auch der Hurrikan, der am meisten Schäden verursacht hat. Die Schadenssumme wird auf 100 Milliarden Dollar geschätzt.

### Tropischer Sturm Lee
Das tropische Tiefdruckgebiet Dreizehn entwickelte sich am 28. August 1550 km östlich der Niederen Antillen. Es degenerierte aber am 29. August zu einem breiten Tiefdruckgebiet. Am 31. August erholte es sich aber wieder und verstärkte sich später an diesem Tag zum zwölften Sturm des Jahres. Doch am Abend wurde Lee, aufgrund schlechter Höhenverhältnisse, wieder zu einem tropischen Tief abgestuft: Lee löste sich am 1. September auf. Er stellte nie eine Gefahr für das Festland dar.

### Hurrikan Maria
Das tropische Tiefdruckgebiet Vierzehn formte sich am 1. September 1770 km östlich der Leewardinseln und wurde am nächsten Tag zum Tropischen Sturm hochgestuft. Früh am 4. September verstärkte sich Maria zum Hurrikan, dem fünften der Saison. Am 5. September wurde er zum Hurrikan der Kategorie 3 aufgestuft, was ihn zum vierten größeren (über Kategorie 3) Hurrikan der Saison machte. Doch dann schwächte sich Maria stetig ab und wurde am 8. September zum Tropischen Sturm abgestuft.
Maria wurde am 10. September zwischen Cape Race und den Azoren extratropisch. Maria stellte als Hurrikan nie eine Gefahr für das Land dar, aber Maria wurde ein starker extratropischer Sturm und erreichte als solcher noch einmal Hurrikanwindgeschwindigkeiten, als sie auf dem Weg in Richtung Island zog. Die Reste des Systems trafen auf Norwegen und töteten dort eine Person.

### Hurrikan Nate
Am 5. September organisierte sich ein stark ausgeprägtes Tiefdruckgebiet, 560 km südsüdwestlich von den Bermudas, zum tropischen Tiefdruckgebiet Fünfzehn. Es verstärkte sich, noch an diesem Abend, zum Tropensturm Nate und legte auch danach an Intensität zu. Am 7. September wurde es zum sechsten Hurrikan dieser Saison.
Als Nate sich in Richtung Bermudas bewegte, wurde eine Hurrikanwarnung ausgegeben. Nate verschonte die Insel jedoch, und so wurden die Bermudas nur vom Sturm gestreift. Am 8. September passierte Hurrikan Nate die Bermudas nur 200 km südlich. Nachdem er sich nördlich fortbewegt hatte, wurde er am 10. September zu einem extratropischen Sturm, mitten über dem Atlantischen Ozean.

### Hurrikan Ophelia
Das tropische Tiefdruckgebiet Sechzehn formte sich am 6. September über den nördlichen Bahamas. Am Morgen des 7. September organisierte sich das System zum Tropensturm Ophelia, am darauf folgenden Tag zum Hurrikan Ophelia. Das System blieb für fast zwei Tage am selben Standort vor der Küste von Florida. Am 12. September bewegte sich der Sturm langsam auf North Carolina zu, wobei die Intensität ständig zwischen tropischen Sturm und Hurrikan wechselte. Der Hurrikan zog nicht auf das Land zu, obwohl das westliche Sturmzentrum die Küstengebiete von North Carolina erreicht hatte, was zu einem großen Schaden in den Outer Banks um das Kap Fear führte. Ophelia bewegte sich nach Norden und wurde zu einem extratropischen Sturm am Abend des 17. September, in der Nähe von Nova Scotia. Jedoch zog er weiter nordostwärts über die atlantische Küste von Kanada und brachte starke Winde und ergiebigen Niederschlag mit sich.
Es wird von insgesamt drei Toten ausgegangen. Der Schaden beläuft sich auf rund 1,6 Milliarden Dollar.

### Hurrikan Philippe
Eine kraftvolle tropische Welle organisierte sich am 17. September, wenige hundert Kilometer östlich von den Leeward Inseln, zum tropischen Tiefdruckgebiet Siebzehn. Am späten Abend verstärkte es sich zu einem tropischen Sturm. Am 18. September hatte sich Philippe dann zu einem Hurrikan verstärkt. Somit war er der achte Hurrikan der atlantischen Sturmsaison. Er wurde am Nachmittag des 20. September zu einem Tropensturm heruntergestuft und löste sich drei Tage später südlich von den Bermudas auf. Es war erst das dritte Mal, seit dem Jahr 1950, dass ein atlantischer Sturm den Buchstaben P trug.

### Hurrikan Rita
Das achtzehnte tropische Tiefdruckgebiet formte sich am 18. September über den Turks- und Caicosinseln. Später an diesem Tag wurde es der siebzehnte tropische Sturm der Saison. Rita begann sich langsam zu verstärken und wurde am 20. September ein Hurrikan. Rita wurde zuerst ein Hurrikan der Kategorie 1, schließlich ein Kategorie-2-Hurrikan, als er sich südlich der Florida Keys vorbeibewegte. Als Rita die Gewässer des warmen Golfs von Mexiko erreichte verstärkte sie sich schnell und wurde am 21. September ein Hurrikan der Kategorie 5 – zu diesem Zeitpunkt der drittstärkste je gemessene (heute der viertstärkste) Hurrikan im atlantischen Raum. Der Landfall am 24. September erfolgte nahe der Grenze zwischen den Bundesstaaten Texas und Louisiana.
Größere Überflutungen wurden berichtet; in Louisiana wurden zwei Distrikte verwüstet. Zahlreiche Ölplattformen in der Sturmstrecke von Rita wurden schwer beschädigt, und sieben Menschen starben direkt durch Rita. Weitere 113 Menschen starben indirekt durch den Tropensturm.

### Tropisches Tiefdruckgebiet Neunzehn
Ein Tiefdruckgebiet formte sich von einer tropischen Welle 1075 km westlich von den südwestlichen Kapverdischen Inseln und entwickelte sich am 30. September in ein tropisches Tiefdruckgebiet. Es gab starke Scherwinde, und das System löste sich am 2. Oktober auf, ohne dass es sich zu einem tropischen Sturm verstärkt hätte.

### Hurrikan Stan
Eine Tropische Welle im westkaribischen Meer organisierte sich am 1. Oktober in ein tropisches Tiefdruckgebiet. Vor den Küsten der Halbinsel Yucatán verstärkte es sich am 2. Oktober in den tropischen Sturm Stan. Stan erreichte auf Yucatán Land und schwächte sich schnell in ein tropisches Tief ab, doch in der Bucht von Campeche gewann er schnell wieder an Energie und verstärkte sich am 4. Oktober in einen Hurrikan. Später an diesem Tages zog Hurrikan Stan an der Ostküste Mexikos südlich von Veracruz als ein Kategorie-1-Hurrikan über Land.
Stan wurde von einem großen Gebiet, zwar schwach organisierten, aber heftigen Regenfällen begleitet, das sich während dieser Zeit über Mexiko und Zentralamerika aufhielt. Zentralamerika ist ziemlich gebirgig und daher äußerst anfällig für schwere Überflutungen und Muren, auch von nicht-zyklonischen Systemen. Sintflutartige Regenfälle in diesem Gebiet, die katastrophale Überflutungen und Schlammlawinen auslösten, sind für wenigstens 1153 Todesopfer in sechs Ländern verantwortlich; davon allein 1036 in Guatemala. Zuerst wurden über tausend Todesopfer mit Stan in Verbindung gebracht, aber das National Hurricane Center vertritt die These, dass nur um die 100 Tote mit den größeren Wettererscheinungen um Stan in Verbindung gebracht werden können, so der Bericht über Stan.
Zusätzlich zu den vielen Todesopfern mussten über 100.000 Menschen evakuiert werden. Auch die Eruption des Santa-Ana-Vulkans am 1. Oktober richtete zusätzlich zu den schweren Überschwemmungen und Muren Schäden in Zentralamerika an.

### Unbenannter Subtropischer Sturm
Bei der Nachanalyse stellte das NHC fest, dass ein kurzlebiger subtropischer Sturm existierte. Dieser hatte sich am 4. Oktober gebildet und wurde am nächsten Tag über den Azoren extratropisch. Der extratropische Sturm wurde am 5. Oktober von einem Tiefdruckgebiet absorbiert, dass sich später zu Hurrikan Vince entwickeln sollte.

### Tropischer Sturm Tammy
Eine tropische Störung nördlich der Bahamas zeigte Anzeichen auf eine gut definierte Oberflächenzirkulation und einer ausreichenden Windgeschwindigkeit und wurde am 5. Oktober östlich von Florida in einen tropischen Sturm aufgestuft, ohne den Status eines tropischen Tiefdrucksystems erreicht zu haben. Erst zum zweiten Mal, nach Tanya 1995, wurde der Buchstabe T verwendet. Tammy ging in der Nähe von Jacksonville, Florida, an Land – noch am Abend desselben Tages. Danach bewegte sich Tammy schnell über Georgia und Alabama ins Inland, bevor sie sich in wenige Überreste auflöste, die südlich in den Golf von Mexiko drifteten. Die Regenfälle, die Tammy begleiteten, wurden von der Zirkulation gelöst und betrafen weite Teile Georgias sowie South Carolinas und Teile North Carolinas. Das Frontensystem, mit dem es sich vereinigte, wurde für die Überflutungen im Nordosten des Landes verantwortlich gemacht. Tammy tötete 7 Menschen.

### Subtropisches Tiefdruckgebiet Zweiundzwanzig
Das subtropische Tiefdruckgebiet Zweiundzwanzig formte sich am 8. Oktober aus einem nicht-tropischen Tief 725 km südöstlich der Bermudas. Das System traf auf schwierige Bedingungen, und die Vorsorgemaßnahmen des National Hurricane Centers (NHC) wurden ausgesetzt, als es sich am 9. Oktober auflöste. Das NHC beobachtete die Überbleibsel, als sie gegen die Ostküste der USA weiterzogen. Das System stieß weiter tropische Feuchte gegen Norden und war neben dem tropischen Sturm Tammy Auslöser für Überflutungen in New York, New Jersey und Neuengland von Anfang bis Mitte Oktober. Es war mitverantwortlich für den bis jetzt feuchtesten Monat in den nordöstlichen Vereinigten Staaten überhaupt.

### Hurrikan Vince
Der tropische Sturm Vince wurde am 9. Oktober im Ost-Atlantik nahe Madeira getauft (ostsüdöstlich der Azoren). Am Ende des Tages verstärkte er sich zu einem Hurrikan. Einige NHC Analysen deuteten an, dass Vince nur zu einem subtropischen Sturm am 8. Oktober werden würde. Obwohl Vince sehr klein und ein sehr kurzlebiger Sturm war, hatte er kurz die Hurrikanstärke erreicht. Es war bemerkenswert, dass sich dieser Sturm im östlichen Atlantik entwickelt hatte, weit weg von den Gebieten, in denen sich Wirbelstürme normalerweise entwickeln. Er war der am weitesten nördlich und zweitöstlichste gelegene tropische Wirbelsturm, der sich jemals im Atlantik gebildet hatte. Vince erreichte am 11. Oktober im Süden der iberischen Halbinsel (bei Huelva) Spanien, nachdem er sich zu einem tropischen Tiefdrucksystem abgeschwächt hatte. Vince war der erste Wirbelsturm seit über 160 Jahren, der die spanische Küste erreichte. Zuletzt traf im Oktober 1842 ein Hurrikan der Kategorie 2 die iberische Halbinsel. Es wurden keine Schäden oder Verletzten gemeldet.

### Hurrikan Wilma
Das tropische Tiefdruckgebiet Vierundzwanzig formierte sich am 15. Oktober südwestlich von Jamaika und verstärkte sich am 17. Oktober zu einem tropischen Sturm. Am 18. Oktober entwickelte der Sturm ein winziges, gut ausgebildetes Auge. Das System begann sich schnell zu verstärken. Als es die Kategorie 5 erreichte, besaß es einen rekordverdächtigen Luftdruckstand von nur 882 hPa am 19. Oktober.
Wilma schwächte sich geringfügig auf Kategorie 4 ab, bevor es am 22. Oktober die Küste von Yucatán erreichte. Das System bewegte sich über die Halbinsel hinweg und brachte dabei starken Niederschlag und Wind. Schon vor drei Monaten wurde diese Region vom Hurrikan Emily heimgesucht. Der Sturm, der Kategorie 3, bewegte sich am 24. Oktober schnell über das südliche Florida, bevor er nordostwärts zog und zu einem extratropischen Sturm wurde.
64 Menschen wurden durch Wilma getötet (28 direkt und 36 indirekt). Schäden in Milliardenhöhe entlang der Karibik, Mexiko und Florida schlagen zu Buche. Evakuierungen entlang der Hurrikanstrecke konnten höhere Opferzahlen verhindern.

### Tropischer Sturm Alpha
Eine tropische Welle organisierte sich am 22. Oktober in der östlichen karibischen See zum tropischen Tiefdruckgebiet Fünfundzwanzig. Am Ende des Tages verstärkte sich das System in einen Tropensturm, welcher sich west-nordwestwärts bewegte.
Am Morgen des 23. Oktober erreichte der Tropensturm Land, mit Windgeschwindigkeiten von 95 km/h nahe der Stadt Barahona in der Dominikanischen Republik. Später zog er weiter über Haiti. Alpha erreichte wieder den Atlantischen Ozean, wo er von Hurrikan Wilma absorbiert wurde.

Der tropische Sturm Alpha war das 22. benannte System in der Hurrikansaison 2005, womit der bisherige Rekord der Sturmsaison von 1933 überboten wurde. Außerdem war Alpha der erste tropische Sturm, der als Namen einen Buchstaben aus dem griechischen Alphabet bekommen hatte. Alpha brachte 26 Menschen den Tod.

### Hurrikan Beta
Am Abend des 26. Oktober entwickelte sich aus einem ausgedehnten Tiefdruckgebiet südwestlich der karibischen See das tropische Tiefdruckgebiet Sechsundzwanzig. Sechs Stunden später hatte es sich zum tropischen Sturm Beta weiterentwickelt. Beta verstärkte sich am 29. Oktober zu einem Hurrikan. Am 30. Oktober wurde Beta zu einem starken Hurrikan mit konstanten Windgeschwindigkeiten von über 185 km/h. Dies erhöhte die Anzahl an starken Hurrikanen in der Sturmsaison 2005 auf insgesamt sieben Hurrikane – einer mehr als in der Hurrikansaison 1950 und genauso viele wie in der Atlantische Hurrikansaison 1961.
Die kolumbianische Insel Providencia, über 140 Meilen entfernt von der Küste von Nicaragua, war über Stunden den Winden des Sturmes ausgesetzt, als sich das Sturmzentrum sehr langsam in der Nähe der Insel fortbewegte. Anfängliche Berichte brachten Meldungen über ausgedehnte Zerstörungen von Häusern und den Verlust der Kommunikation mit den Inselbewohnern.
Beta erweiterte den Rekord an tropischen Stürmen in einer Saison auf 23, und es war das erste Mal, dass der Name Beta für ein tropisches System verwendet wurde. Beta war der 13. Hurrikan der Saison 2005, womit der Rekord von 12 Hurrikanen im Jahr 1969 gebrochen wurde. Zudem war es der erste Hurrikan, der als Namen einen griechischen Buchstaben trug.

### Tropischer Sturm Gamma
Am Abend des 13. November, nach zwei Wochen Sturm-Inaktivität, bildete sich das tropische Tiefdruckgebiet Siebenundzwanzig aus einer tropischen Welle über 115 Meilen westsüdwestlich von St. Lucia. Während das System die Kleinen Antillen passierte, verursachten starke Regenfälle Schlammlawinen, welche zwei Menschen verschütteten. Die Windscherung verhinderte aber eine weitere Entwicklung des Systems, und weitergehende Vorsorgemaßnahmen wurden am 16. November ausgesetzt, als der Sturm seine geschlossene Zirkulation 205 Meilen südöstlich von Kingston, Jamaika, verloren hatte.
Die Reste des Tiefdrucksystems zogen weiter westwärts, wurden aber nicht, wie erwartet, von einem größeren Tiefdruckgebiet über der Karibik absorbiert. Die Reste blieben über dem Karibischen Meer und bewegten sich entlang der nördlichen Küste von Honduras, wo es mit Teilen des größeren Tiefdruckgebietes fusionierte (welches gerade dabei war sich aufzulösen). Der Sturm wurde stärker und eine geschlossene Zirkulation formierte sich am 18. November. So entstand der Tropensturm Gamma.
Nach der Regeneration des Sturms brachte er 32 Menschen durch Flutmassen in Honduras den Tod. Zudem wurden in Honduras noch 13 Menschen vermisst sowie drei Leute in Belize getötet. Nachdem Windströmungen mit dem System zusammengestoßen waren, verstärkte es sich leicht. Gamma bewegte sich in der karibischen See für einige Zeit hin und her, bis es sich abschwächte. Der Sturm hat sich letztendlich bis auf einen kleinen Rest am 20. November aufgelöst. Gamma hatte insgesamt bis zuletzt 41 Menschen getötet, zwei innerhalb der Zeit des tropischen Tiefdrucksystems und 39 oder mehr während des tropischen Sturms.

### Tropischer Sturm Delta
Der tropische Sturm Delta, der 26. der Saison 2005, bildete sich ungewöhnlich weit östlich im Atlantik und zog in östliche Richtung, wobei er die Kanarischen Inseln überquerte und massive Schäden verursachte sowie sieben Menschen tötete. 12 Menschen wurden vermisst. Schließlich überquerte er als einfaches Tiefdrucksystem die Küste von Marokko.

### Hurrikan Epsilon
Am 29. November entstand der tropische Sturm Epsilon in einem ähnlichen Mechanismus, aus dem der tropische Sturm Delta entstand. Ein nicht-tropisches Tiefdruckgebiet erwarb tropische Eigenschaften. Epsilon erhöhte die Sturmzahl in der Atlantiksaison 2005 auf 26. Außerdem ist er einer von fünf Stürmen in acht Jahren, die auch noch nach dem offiziellen Saisonende aktiv waren. Am 2. Dezember verstärkte er sich zu einem Hurrikan, dem 14. der Saison. Dies geschah erst das zweite Mal. Nur 1984 verstärkte sich der Hurrikan Lili noch nach dem offiziellen Saisonende in einen Hurrikan.

### Tropischer Sturm Zeta
Der Tropische Sturm Zeta bildete sich am 29. Dezember etwa 1720 km südsüdwestlich der Azoren aus einem Frontentrog aus. Nach dem Hurrikan Alice (1954–1955) war Zeta erst der zweite im Nordatlantik registrierte tropische Wirbelsturm, der von einem Kalenderjahr über den Jahreswechsel in ein neues Kalenderjahr hineinreichte. Am 6. Januar 2006 löste sich Zeta aufgrund starker Windscherung und trockener Luft in wenige Überreste auf.

## Accumulated Cyclone Energy (ACE)
| ACE (104kt2) – Sturm | ACE (104kt2) – Sturm | ACE (104kt2) – Sturm | ACE (104kt2) – Sturm | ACE (104kt2) – Sturm | ACE (104kt2) – Sturm | ACE (104kt2) – Sturm | ACE (104kt2) – Sturm | ACE (104kt2) – Sturm |
| -------------------- | -------------------- | -------------------- | -------------------- | -------------------- | -------------------- | -------------------- | -------------------- | -------------------- |
| 1                    | 38,9                 | Wilma                | 10                   | 7,17                 | Nate                 | 19                   | 1,66                 | Vince                |
| 2                    | 32,9                 | Emily                | 11                   | 6,72                 | Franklin             | 20                   | 1,52                 | Cindy                |
| 3                    | 25,1                 | Rita                 | 12                   | 6,47                 | Beta                 | 21                   | 1,33                 | Gamma                |
| 4                    | 20,0                 | Katrina              | 13                   | 6,27                 | Zeta                 | 22                   | 0,810                | Tammy                |
| 5                    | 18,8                 | Dennis               | 14                   | 5,95                 | Philippe             | 23                   | 0,650                | Alpha                |
| 6                    | 15,7                 | Ophelia              | 15                   | 5,41                 | Delta                | 24                   | 0,528                | Gert                 |
| 7                    | 14,3                 | Maria                | 16                   | 5,39                 | Harvey               | 25                   | 0,448                | Jose                 |
| 8                    | 13,4                 | Epsilon              | 17                   | 2,56                 | Arlene               | 26                   | 0,368                | Bret                 |
| 9                    | 13,1                 | Irene                | 18                   | 2,36                 | Stan                 | 27                   | 0,245                | Lee                  |
| Total=248 (248,059)  |                      |                      |                      |                      |                      |                      |                      |                      |

Die nebenstehende Tabelle zeigt die ACE für jeden Sturm dieses Jahres. Die ACE beschreibt die Energie eines tropischen Sturms, indem die Stärke eines Sturms mit der Dauer multipliziert wird, das heißt lange andauernde Stürme, sowie starke Stürme haben einen hohen ACE-Wert. Traditionell werden von der NOAA lediglich Stürme mit Windgeschwindigkeiten von über 34 Knoten (63 km/h) erfasst. Bei der Berechnung des ACE-Wertes werden subtropische Stürme nicht berücksichtigt.

## Sturmnamen
Wie jedes Jahr werden die Sturmnamen aus einer vorbestimmten Liste vergeben, welche sich im Sechsjahresrhythmus wiederholt. Sollten die 21 vorherbestimmten Namen nicht ausreichen, werden Buchstaben des griechischen Alphabets verwendet, wie 2005 zum ersten Mal geschehen. Besonders starke Stürme werden nach einer Sitzung der WMO im Frühjahr des nächsten Jahres aus der Liste entfernt. 2005 waren dies fünf Namen nämlich Dennis, Katrina, Rita, Stan und Wilma. Sie werden in der Saison 2011 durch die Namen Don, Katia, Rina, Sean und Whitney ersetzt. Das übertrifft den bisherigen Rekord von vier Namen aus den Saisons 1955, 1995 und 2004.